# Scolca
 Scolca  là một xã ở tỉnh Haute-Corse trên đảo Corse, Pháp. Xã này có diện tích 6,9 km², dân số năm 1999 là 62 người. Xã này có chung tổng Alto-di-Casaconi với Monte, Volpajola, Campile, Olmo, Prunelli-di-Casacconi, Campitello, Ortiporio, Canavaggia, Lento, Bigorno, Crocicchia và Penta-Acquatella.